# Sterrenmosfamilie
De sterrenmosfamilie (Mniaceae) is een familie van mossen uit de orde Bryales.

## Kenmerken
De soorten uit de sterrenmosfamilie hebben vaak opvallend grote, platte bladeren. Qua vorm zijn deze afgerond tot tongvormig. De cellen van het blad zijn in grote lijnen zeshoekig. Aan de rand van het blad bevindt zich bijna altijd een rand van langwerpige cellen. De meeste soorten hebben bladeren met enkele of dubbele tanden. (Bij een dubbele tand ontstaan op één punt aan de rand van het blad twee kleine tandjes, die boven elkaar of heel dicht bij elkaar liggen.).
De planten verschillen nogal qua uiterlijk. Er zijn rechtopstaande en uitgestrekte types. Bij veel soorten groeien vruchtbare en steriele stengels anders. Een of meer sporenkapsels ontstaan uit een perichaetium.
De sporenkapsel is altijd verhoogd op een lange seta. De vorm is cilindrisch, eivormig tot peervormig. De sporenkapsel hangt of knikt altijd. Het peristoom is dubbel getand.

## Verspreiding
De familie is verspreid over het noordelijk halfrond.

## Taxonomie
De sterrenmosfamilie valt onder de orde Bryales. Het bestaat uit 15 geslachten met ongeveer 370 soorten in twee onderfamilies: 
- Onderfamilie Mielichhoferioideae
  - Mielichhoferia
  - Pohlia
  - Pseudopohlia
  - Schizymenium
  - Synthetodontium

- Onderfamilie Mnioideae
  - Cinclidium
  - Cyrtomnium
  - Epipterygium
  - Leucolepis
  - Mnium
  - Orthomnion
  - Plagiomnium
  - Pseudobryum
  - Rhizomnium
  - Trachycystis